# Birmingham Squadron
Los Birmingham Squadron son un equipo de baloncesto estadounidense perteneciente a la NBA Gatorade League, que comenzó a jugar en la temporada 2019-2020 en Erie, Pensilvania, que desde 2021 disputa sus partidos en el Legacy Arena de Birmingham, Alabama. Es propiedad de los New Orleans Pelicans, quienes trasladaron al equipo a Birmingham en 2021.

## Historia
El 30 de marzo de 2017, los New Orleans Pelicans anunciaron sus intenciones de ser propietarios y operar un equipo para la temporada 2018–19 localizado en la región de la Costa del Golfo. La organización anunció que había once posibles localizaciones: Mobile en Alabama; Alexandria, Baton Rouge, Lafayette, Lake Charles, Monroe, Shreveport y St. Tammany Parish en Louisiana; Gulfport-Biloxi y Jackson en Mississippi; y Pensacola, Florida. La lista se redujo a seis cuando los Pelicans recibieron propuestas fuera de plazo: Baton Rouge, Jackson, Mobile, Pensacola, Shreveport y St. Tammany Parish. Para agosto de 2017, las dos únicas ciudades que aún estaban en disputa eran Pensacola y Shreveport. El 12 de septiembre, el ayuntamiento de Shreveport votó unánimemente en contra de la construcción de un nuevo pabellón para jugar en la G League. Para el 7 de marzo de 2018, el gerente general de los Pelicans Dell Demps declaró que habían puesto sus esfuerzos en crear un equipo de la G League en punto muerto, después de que Pensacola fuera el único candidato restante de las presentaciones. La posibilidad de expansión fue aún más complicada tras la muerte del dueño de los Pelicans, Tom Benson el 15 de marzo.
El 24 de octubre de 2018, los Pelicans anunciaron sus planes de colocar el equipo en Birmingham, Alabama en 2022. El equipo jugará en el Legacy Arena situado en el Birmingham–Jefferson Convention Complex. Como el pabellón necesita una remodelación, el afiliado de losPelicans jugaría la temporada 2019–20 con la denominación de Erie BayHawks después de que el afiliado de ese mismo nombre de los Atlanta Hawks se trasladara a College Park.

## Trayectoria
| Temporada                 | Conferencia               | División                  | Temporada regular | Temporada regular | Temporada regular | Temporada regular | Playoffs                                        |  |
| Temporada                 | Conferencia               | División                  | Puesto            | Victorias         | Derrotas          | Pct.              | Playoffs                                        |  |
| ------------------------- | ------------------------- | ------------------------- | ----------------- | ----------------- | ----------------- | ----------------- | ----------------------------------------------- |  |
| Erie BayHawks             |                           |                           |                   |                   |                   |                   |                                                 |  |
| 2019–20                   | Southeast                 | Eastern                   | 4.º               | 13                | 30                | .302              | Temporada cancelada por la pandemia de COVID-19 |  |
| 2020–21                   | —                         | —                         | 3.º               | 11                | 4                 | .733              | Pierde Cuartos de final (Lakeland) 110–139      |  |
| Birmingham Squadron       |                           |                           |                   |                   |                   |                   |                                                 |  |
| 2021–22                   | —                         | Western                   | 4.º               | 18                | 14                | .563              | Pierde Cuartos de final (Texas) 100–115         |  |
| Balance temporada regular | Balance temporada regular | Balance temporada regular |                   | 42                | 48                | .467              |                                                 |  |
| Balance Playoffs          | Balance Playoffs          | Balance Playoffs          |                   | 0                 | 2                 | .000              |                                                 |  |